# (2454) Olaus Magnus
(2454) Olaus Magnus est un astéroïde de la ceinture principale.

## Description
(2454) Olaus Magnus est un astéroïde de la ceinture principale. Il fut découvert le 21 septembre 1941 à Turku par Yrjö Väisälä. Il fut nommé en honneur du cartographe Olaus Magnus. Il présente une orbite caractérisée par un demi-grand axe de 2,25 UA, une excentricité de 0,20 et une inclinaison de 4,7° par rapport à l'écliptique.

## Compléments